# (466814) 2015 BA129
(466814) 2015 BA129 es un asteroide perteneciente al cinturón de asteroides, descubierto el 31 de marzo de 2003 por el equipo Spacewatch desde el Observatorio Nacional de Kitt Peak (Arizona, Estados Unidos).